# Akiva Goldsman

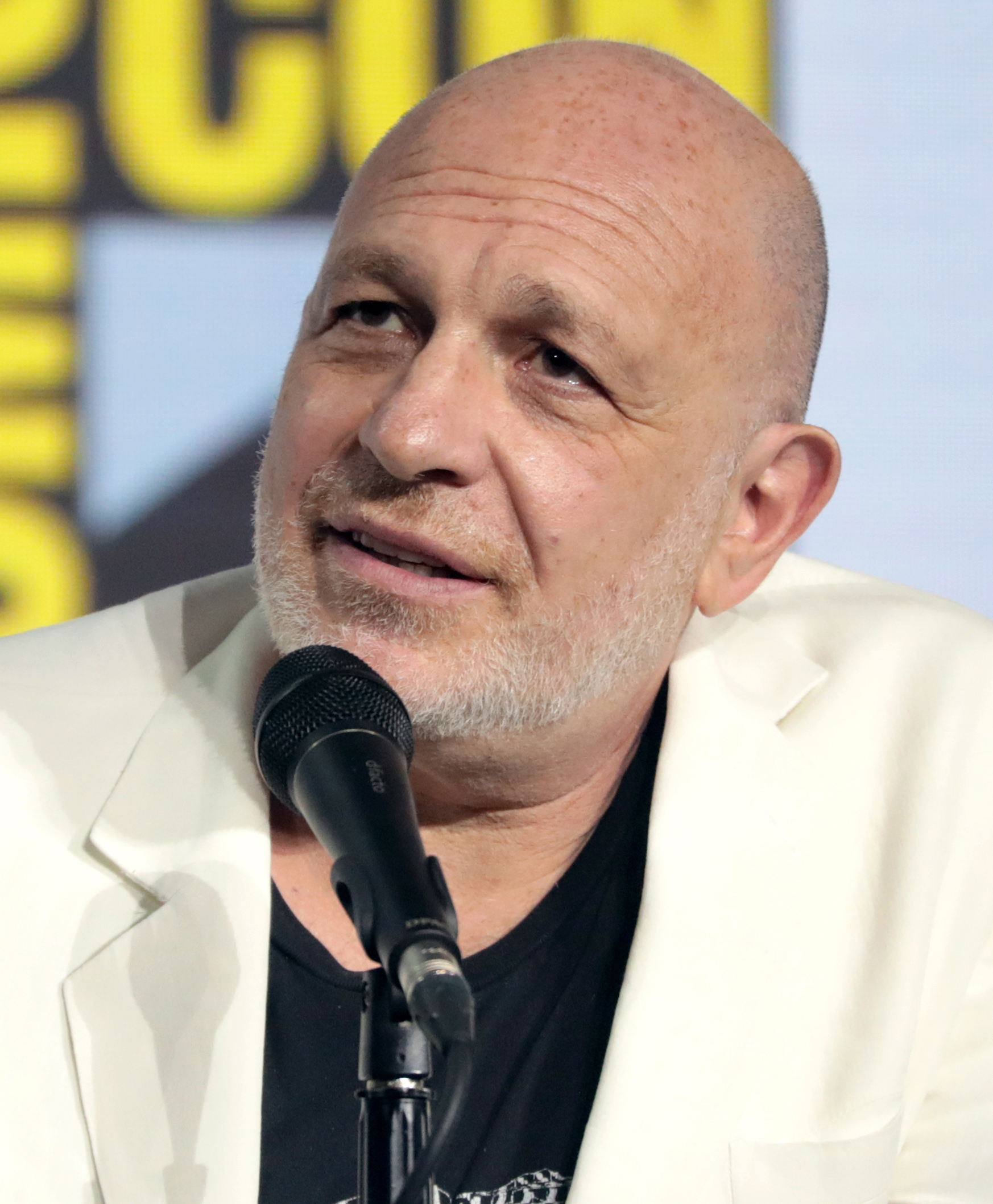
Akiva Goldsman (2019)

Akiva Goldsman (* 7. Juli 1962 in New York City) ist ein US-amerikanischer Drehbuchautor und Filmproduzent und erhielt 2002 den Oscar und den Golden Globe für das beste adaptierte Drehbuch von A Beautiful Mind – Genie und Wahnsinn. Zudem gewann er für diesen Film einen WGA Award.
Als Ausführender Produzent war Goldsman an den bisher drei Fortsetzungen zu Paranormal Activity (2007) beteiligt.
Im Jahr 2009 gab er sein Debüt als Regisseur und inszenierte eine Folge der Serie Kings sowie mehrere von Fringe – Grenzfälle des FBI. Mit Winter’s Tale drehte er 2014 seinen ersten Spielfilm. 

## Filmografie (Auswahl)
als Drehbuchautor
- 1994: Der Klient (The Client)
- 1994: Stummer Schrei (Silent Fall)
- 1995: Batman Forever
- 1996: Die Jury (A Time to Kill)
- 1997: Batman & Robin
- 1998: Lost in Space
- 1998: Zauberhafte Schwestern (Practical Magic)
- 2001: A Beautiful Mind – Genie und Wahnsinn (A Beautiful Mind)
- 2004: I, Robot
- 2005: Das Comeback (Cinderella Man)
- 2005: Die Geisha (Memoirs of a Geisha)
- 2006: Sakrileg (The Da Vinci Code)
- 2007: I am Legend
- 2009: Illuminati (Angels & Demons)
- 2009–2012: Fringe – Grenzfälle des FBI (Fringe, Fernsehserie)
- 2013: Lone Survivor
- 2014: Winter’s Tale
- 2015: Die Bestimmung – Insurgent (The Divergent Series: Insurgent)
- 2017: Rings
- 2017: Der Dunkle Turm (The Dark Tower)
- 2017–2019: Star Trek: Discovery (Fernsehserie, 3 Folgen)
- 2020–2022: Star Trek: Picard (Fernsehserie, 5 Folgen)
- seit 2022: Star Trek: Strange New Worlds (Fernsehserie)

als Regisseur
- 2014: Winter’s Tale
- 2017: Stephanie – Das Böse in ihr (Stephanie)

als Produzent
- 1998: Lost in Space
- 1999: Deep Blue Sea
- 2004: Starsky & Hutch
- 2004: Mindhunters
- 2005: Constantine
- 2005: Mr. & Mrs. Smith
- 2006: Poseidon
- 2007: I am Legend
- 2008: Hancock
- 2010: The Losers
- 2010: Fair Game – Nichts ist gefährlicher als die Wahrheit
- 2010: Jonah Hex
- 2013: Lone Survivor
- 2014: Winter’s Tale
- 2017: King Arthur: Legend of the Sword
- 2017: Der Dunkle Turm (The Dark Tower)
- 2021: Sechzehn Stunden Ewigkeit (The Map of Tiny Perfect Things)
- 2022: Firestarter
- 2022: Meet Cute – Mein täglich erstes Date (Meet Cute)